# Cadena Radial Auténtica
La Cadena Radial Auténtica (CRA) es una red de emisoras de radio protestantes de Colombia para la predicación de la teología o evangelio de la prosperidad, propiedad de la Iglesia Centro Misionero Bethesda, con sede en Bogotá.

## Historia
Fundada el 30 de diciembre de 1984, a raíz de la compra de la emisora Bogotá FM Stereo que era propiedad de Efraín Páez Espitia de la Cadena Melodía de Colombia al pastor Enrique Gómez Montealegre y la rebautizó como Radio Auténtica. Al poco tiempo, RCN Radio ofreció al nuevo propietario, el cambio de su emisora al que la convertiría después en La Mega por 4 frecuencias en AM, consiguiendo instalarse en las frecuencias 540 y 1370 AM para Bogotá y las restantes para Medellín y Cali respectivamente.
Con el tiempo, se ampliaron nuevas emisoras en la misma banda en Melgar (Tolima. 1985), Pacho (Cundinamarca. 1986), Cartagena de Indias (1987), Villavicencio (1991), Florencia (2005) y Manizales (2010), en el 2019 se estrenaron las emisoras en las ciudades de Ubaté, Tunja y Calarcá cedidas por la Cadena Radial Vida; respecto a la emisora de Tunja estuvo en el aire hasta febrero de 2020 cuya frecuencia fue cedida a la Iglesia AD LLuvias de Bendición de Duitama para establecer la emisora LLuvias Radio el cual salió del aire en agosto de 2021, respecto a la estación de Calarcá salió del aire en 2021. 
En 1991, la red de emisoras se constituyeron bajo la figura jurídica de Cadena Radial Auténtica. 
Para 1996 dos de sus espacios que se emiten en la frecuencia de Bogotá, Caminando con Cristo (presentado por Mélida de Gómez) y Buenos Días Señor Jesús se convierten en programas de televisión que lo emitían anteriormente por Canal Uno en el que luego dan el origen a la programadora CMB Televisión, en el que luego fue convertido en un canal de televisión; primero de cobertura satelital en agosto de 2003 y luego como canal local de banda UHF en enero de 2004.

## Programación
Toda la programación de las emisoras es completamente protestante y sus producciones son tanto propias del Centro Misionero Bethesda como de otros ministerios interdenominacionales.
Además, cada domingo se transmiten en vivo los cultos transmitidos en Bogotá en la Iglesia del Millón de Almas del Centro Misionero Bethesda de la avenida Ciudad de Cali dirigidos por Enrique Gómez Montealegre o su hijo David Gómez.

## Frecuencias
| Ciudad              | Nombre de estación | Frecuencia | Código de identificación |
| ------------------- | ------------------ | ---------- | ------------------------ |
| Bogotá              | Radio Auténtica    | 540 AM     | HJKA                     |
| Bogotá              | Radio Mundial      | 1370 AM    | HJKX                     |
| Cali                | Radio Auténtica    | 660 AM     | HJEZ                     |
| Cartagena de Indias | Radio Auténtica    | 1330 AM    | HJAP                     |
| Florencia           | Radio Auténtica    | 1090 AM    | HJIG                     |
| Manizales           | Radio Auténtica    | 1570 AM    | HJE70                    |
| Medellín            | Radio Auténtica    | 1260 AM    | HJDA                     |
| Melgar              | Radio Auténtica    | 1360 AM    | HJHI                     |
| Pacho               | Radio Auténtica    | 1390 AM    | HJYW                     |
| Palmira             | Radio Auténtica    | 1470 AM    |                          |
| Ubaté               | Radio Auténtica    | 1270 AM    | HJXQ                     |
| Villavicencio       | Radio Auténtica    | 1080 AM    | HJKT                     |